# Długi postój na Park Avenue
Długi postój na Park Avenue (ang. The Taking of Pelham One Two Three (lub The Taking of Pelham 123)) – amerykański thriller z 1974 wyreżyserowany przez Josepha Sargenta na podstawie powieści Mortona Freedgooda (napisanej pod pseudonimem John Godey).

## O filmie
Główne role zagrali: Walter Matthau jako porucznik Garber oraz Robert Shaw, Martin Balsam, Héctor Elizondo i Earl Hindman odtwarzający role czterech przestępców, którzy porywają kolejkę nowojorskiego metra.
W 2009 powstał remake filmu pt. Metro strachu w reżyserii Tony’ego Scotta. 

## Fabuła
Czterech uzbrojonych mężczyzn wsiada do metra w Nowym Jorku. Przejmują kontrolę nad kolejką, a następnie odłączają pierwszy wagon i wraz z 18 pasażerami porywają go. Żądają okupu w wysokości miliona dolarów; w przeciwnym razie po godzinie zaczną zabijać kolejnych zakładników. Do akcji wkracza doświadczony porucznik Garber...

## Obsada
- Walter Matthau – porucznik Zachary "Z" Garber
- Robert Shaw – Bernard Ryder (Mr. Blue)
- Martin Balsam – Harold Longman (Mr. Green)
- Héctor Elizondo – Giuseppe Benvenuto (Mr. Grey)
- Earl Hindman – George Steever (Mr. Brown)
- Dick O’Neill – Frank Correll
- Jerry Stiller – porucznik Rico Patrone
- Julius Harris – inspektor Daniels
- Nathan George – posterunkowy James
- James Broderick – Denny Doyle
- Tom Pedi – Caz Dolowicz
- Beatrice Winde – pani Jenkins
- Lee Wallace – Al, burmistrz
- Tony Roberts – Warren LaSalle, zastępca burmistrza
- Doris Roberts – Jessie, żona burmistrza
- Rudy Bond – Phil, komisarz policji
- Kenneth McMillan – Harry, komendant dzielnicy
- Sal Viscuso – posterunkowy O'Keefe
- Tony Fasce – posterunkowy Wentworth
- Burtt Harris – posterunkowy Ricci
- Neil Brooks Cunningham – posterunkowy Miskowsky

i inni...